# Страна и мир (журнал)
«Страна и мир» — ежемесячный общественно-политический и культурно-философский журнал на русском языке, издававшийся в Мюнхене в период с 1984 по 1992 год. Всего вышло 69 номеров (в 66 книгах — три номера сдвоенные). Учредителями и издателями журнала были Кронид Любарский, Борис Хазанов и Сергей Максудов.
Кроме издания журнала, издательство «Страна и мир» издало несколько книг, среди которых книги Юрия Карабчиевского, Фридриха Горенштейна и др.